# Carl Lorenz (Ingenieur)

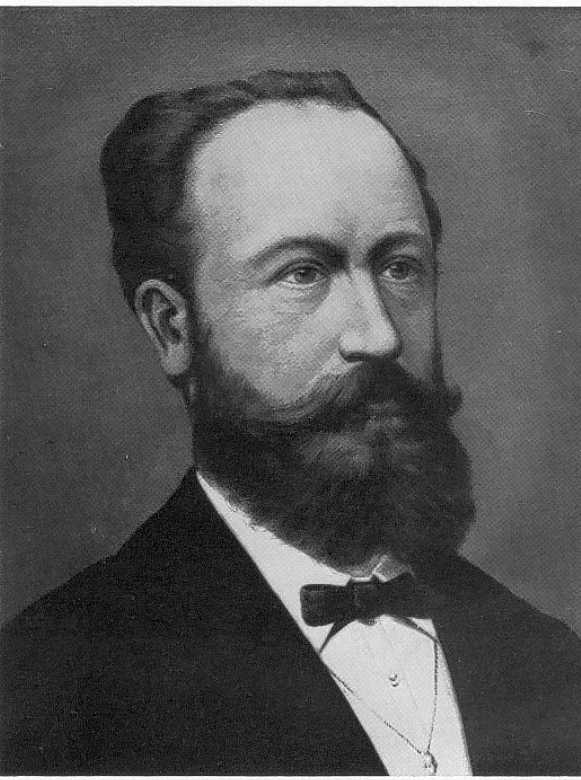
Carl Lorenz, ca. 1888

Daniel Wilhelm Ferdinand Carl Lorenz (* 6. Juli 1844 in Hannover; † 20. Dezember 1889 in Berlin) war ein deutscher Techniker und Industrieller.
Aus der von ihm im Jahr 1880 gegründeten Telegraphenbauanstalt C. Lorenz ging der Hersteller für Rundfunk- und Telekommunikationsgeräte C. Lorenz AG und als Nachfolgerin die Standard Elektrik Lorenz AG (SEL) hervor.

## Leben

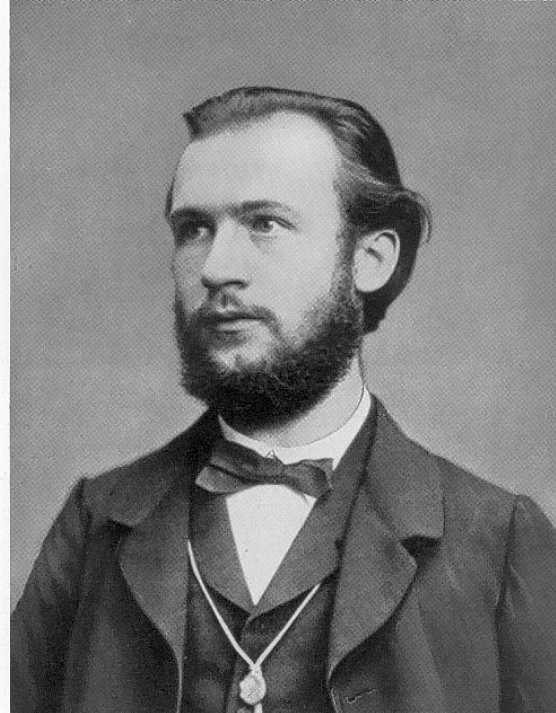
Carl Lorenz, ca. 1865

Carl Lorenz wurde 1844 als Sohn des Kammermusikers und Blasmusik-Komponisten Carl Daniel Lorenz in Hannover geboren. Über seine Jugend ist nichts weiter bekannt. Aber er erscheint im Berliner Adressbuch des Jahres 1870 neben seiner Wohnanschrift Alexanderplatz 2 auch als Inhaber einer eigenen mechanischen Werkstatt in der Oranienstraße 156. Diese gab er jedoch auf und verlegte am 1. Oktober 1870 seine Wohnung und Tätigkeit in die Brandenburgstraße. Dort hatte unter Hausnummer 45 der Mechaniker und Industrielle Wilhelm Horn gerade die Internationale Telegraphenbauanstalt Berlin gegründet.
Horn war seit 1862 bereits Inhaber der Telegraphenbauanstalt und Pendeluhrenfabrik Wilhelm Horn in Glashütte. Als Folge seiner Bekanntschaft mit Bethel Henry Strousberg, einem der einflussreichsten deutschen Industriellen dieser Zeit, war er an große Aufträge zum Bau von Telegraphen-Apparaten für private Eisenbahngesellschaften gelangt und in die Hauptstadt umgezogen. Carl Lorenz und sein jüngerer Bruder Alfred arbeiteten mit Horn zusammen und im Jahr 1878 war Carl bereits Teilhaber. Das Unternehmen, inzwischen in der Hollmannstraße 35, änderte seinen Namen in Horn & Lorenz. Aus gesundheitlichen Gründen überließ Horn seinem Partner die Führung. Nachdem 1878 in Berlin Bogenlicht und 1879 die Glühlampe und elektrische Eisenbahn eingeführt worden waren, war Carl Lorenz im Berliner Adressbuch 1880 als Inhaber einer Telegraphenbau-Anstalt, Fabrik für elektrisches Licht, elektrische Eisenbahnen, Kunst und Industrie in der Hollmannstr. 35 eingetragen.

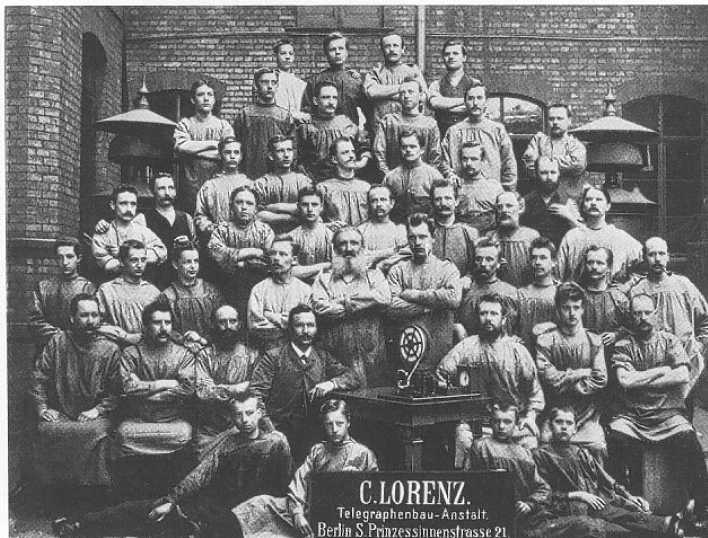
C. Lorenz Telegraphenbau-Anstalt, Prinzessinnenstr. 21 (heute Berlin-Kreuzberg), um 1883

Am 1. Juli 1880 gründete Carl Lorenz mit seinem Gehilfen Fritz Schlachte eine eigene mechanische Werkstatt, die Morse-Apparate und elektromechanische Geräte produzierte. Im Berliner Adressbuch von 1881 wird er als Inhaber einer Telegraphen-Bauanstalt und mechanischen Werkstatt in der Oranienstraße 50 geführt. Den ersten Auftrag erhielt er von der durch Strousberg gegründeten Berlin-Görlitzer Eisenbahn-Gesellschaft, die auf der von ihr selbst erbauten Bahnstrecke Berlin–Görlitz seit 1866 Personen- und Güterverkehr betrieb. Carls jüngerer Bruder Alfred stieß hinzu und wurde im wachsenden Unternehmen zum Werkstattmeister. 
Im Oktober 1883 zog das Unternehmen in die Prinzessinnenstraße 21, um sich zu vergrößern, verlor aber in der Nacht vom 3. auf den 4. Dezember 1883 sowohl das Gebäude als auch die Maschinen bei einem Brand, den die Feuerwehr wegen eingefrorener Schläuche nicht unter Kontrolle bekommen konnte. Drei Wochen später wurde der Betrieb mit teilweise renovierten und neuen Maschinen in der Prinzenstraße 35 wieder aufgenommen. Im Oktober 1885 zog der Betrieb in die Prinzessinnenstraße 21 zurück, in der zwischenzeitlich ein vierstöckiges Quergebäude errichtet worden war, dessen 3. und 4. Etage vollständig von Carl Lorenz in Anspruch genommen wurden, der die Gelegenheit nutzte, erstmals auch mit Dampf betriebene Maschinen in seiner Produktion einzusetzen.
Am 20. Dezember 1889 starb Carl Lorenz an Influenza, die gerade in Berlin grassierte. Übergangsweise führte sein Bruder Alfred die Firma für die Witwe und Kinder seines Bruders weiter. Noch im gleichen Jahr einigte sich dann aber der Kaufmann Robert Held mit der Witwe, das Unternehmen C. Lorenz Telegraphenbauanstalt für 50.000 Mark vollständig zu übernehmen.

## Nachwirkung
Unter der Leitung von Robert Held wurde die C. Lorenz AG zu einem Weltunternehmen. Nach seinem Tod im Jahr 1930 übernahm die Standard Elektrizitätsgesellschaft (SEG), eine Tochter der amerikanischen International Telephone and Telegraph Company (ITT) die Aktienmehrheit. Zu dieser Zeit hatte das Unternehmen ca. 2.700 Beschäftigte bei einem Aktienkapital von 9,5 Mill. Reichsmark.
Unter ITT übernahm die C. Lorenz AG die 1921 ebenfalls in Berlin gegründete Firma G. Schaub Apparatebau-Gesellschaft mbH in Pforzheim. Ab 1955 produzierte Geräte wurden unter dem Namen Schaub-Lorenz vertrieben. Neben Funk- und Fernmeldetechnik erlangte Lorenz daher auch als Teil eines Markennamens für Unterhaltungselektronik von Radios, Autoradios, Kassettenrecordern, Lautsprecherboxen, Weltempfängern bis zu Fernsehgeräten größere Bekanntheit. Im Jahr 1958 wurde die C. Lorenz AG mit der Standard Elektrik AG, zu der auch die ehemalige Mix & Genest gehörte, auf die Standard Elektrik Lorenz AG (SEL) verschmolzen. Das neue Unternehmen mit Sitz in Stuttgart-Zuffenhausen wuchs bis zum Jahr 1976 auf 33.000 Beschäftigte und einen Umsatz von 12,6 Mrd. DM.
In den Folgejahren büßte das Unternehmen aber an Größe und Bedeutung wieder ein. 1988 wurde das Unternehmen durch die französische Alcatel übernommen und 1993 in Alcatel SEL AG umbenannt, so dass Lorenz zumindest über die Abkürzung SEL noch bis 2006 im Firmennamen enthalten war. Mit der Fusion von Alcatel und Lucent Technologies zum Telekommunikationsausrüster Alcatel-Lucent wurden die Deutschland-Töchter beider Unternehmen zur Alcatel-Lucent Deutschland AG zusammengeführt, die Ende 2014 nur noch etwa 1800 Mitarbeiter beschäftigte. Der Name Lorenz wird nicht mehr verwendet.